# Carl Adams (Maler)
Frieder Carl Adams, auch Karl Adams (* 21. September 1834 in Brake bei Lemgo, Fürstentum Lippe; † 20. April 1865 in Lippspringe, Provinz Westfalen), war ein deutscher Maler und Zeichner.

## Leben
Carl Adams war Sohn des Detmolder Bauschreibers und Aufsehers über das herrschaftlich lippische Baumagazin, Friedrich Carl Adams. Von 1853 bis 1856 studierte er Malerei an der Kunstakademie Düsseldorf, 1853/1854 als Schüler der 2. Klasse im Antikensaal bei Karl Ferdinand Sohn, als Schüler der 2. Klasse der Malerschule bei Theodor Hildebrandt, als Schüler der 2. Klasse in der Bauschule von Rudolf Wiegmann sowie im Unterricht in Anatomie und Proportionslehre bei Heinrich Mücke, 1855/1856 als Schüler der 1. Klasse bei Wilhelm von Schadow.
Von Juni 1858 bis Juni 1859 weilte er in München, wo er in der Schwanthalerstraße wohnte. Bekannt ist ein Bilderzyklus mit Nonsens-Versen aus der Feder von Adams, den der Herausgeber der Fliegenden Blätter, Kaspar Braun, 1860 dem Künstler Wilhelm Busch  zur Umsetzung der Zeichnungen auf Holz gab.
Adams starb nach vierwöchigem Krankenlager im 31. Lebensjahr in Lippspringe.